# Nagaina incunda
Nagaina incunda är en spindelart som beskrevs av George William Peckham och Elizabeth Maria Gifford Peckham 1896. Nagaina incunda ingår i släktet Nagaina och familjen hoppspindlar. Inga underarter finns listade i Catalogue of Life.